# Komisja Narodów Zjednoczonych ds. Palestyny

Plan podziału Palestyny uchwalony przez ONZ w 1947

Komisja Narodów Zjednoczonych ds. Palestyny (United Nations Palestine Commission, UNPC) – była organem powołanym w dniu 29 listopada 1947 w celu wprowadzenia w życie planu Rezolucji Zgromadzenia Ogólnego ONZ nr 181 o podziale Palestyny na dwa państwa: żydowskie i arabskie. Komisja działała jako Tymczasowy Rząd Palestyny, jednak wypełnianie jej obowiązków zostało uniemożliwione przez brak współpracy ze strony brytyjskich władz Mandatu Palestyny i wybuch wojny domowej w Mandacie Palestyny.

## Tło powstania organizacji
Od przełomu XIX i XX wieku w Palestynie rozwijało się osadnictwo żydowskie, będące silnym czynnikiem pobudzającym konflikt żydowsko-arabski. Po zakończeniu II wojny światowej przywódcy społeczności żydowskiej wykazywali pozytywne zainteresowanie brytyjskimi planami podziałem Palestyny i budowy dwóch równorzędnych państw. Odmiennie postąpili przywódcy społeczności arabskiej. Odrzucili oni jakiekolwiek propozycje brytyjskie, zapowiadając walkę aż do uzyskania pełnej samodzielności. Narastające antagonizmy doprowadziły do wybuchu konfrontacji zbrojnej pomiędzy obydwoma społecznościami. W następstwie tego, Wielka Brytania zrzekła się w dniu 14 lutego 1947 roli mediatora, a niedługo po tym, w dniu 2 kwietnia, sprawa Palestyny została poddana pod obrady Zgromadzenia Ogólnego Organizacji Narodów Zjednoczonych.
W dniach od 28 kwietnia do 15 maja 1948 trwała I Sesja Specjalna Zgromadzenia Ogólnego NZ w sprawie Palestyny, która powołała Specjalny Komitet do Spraw Palestyny (ang. United Nations Special Committee on Palestine – UNSCOP). Wysoki Komitet Arabski zajął przy tym stanowisko, że Specjalny Komitet nie ma prawa podejmować żadnych decyzji w sprawie Palestyny i odmówił współpracy. W wyniku rozbieżności zdań, Zgromadzenie Ogólne powołało 23 września Komitet Ad Hoc do Spraw Problemu Palestyńskiego. W dniu 25 listopada 1947 Komitet Ad Hoc zaakceptował projekt większościowy Specjalnego Komitetu. Był to plan odseparowania części żydowskiej od arabskiej i przekształcenie ich w samodzielne państwa, połączone jedynie unią gospodarczą. Jerozolima wraz z przyległym okręgiem miała zostać pod zarządem międzynarodowym. Zgromadzenie Ogólne zaakceptowało raport Komitetu Ad Hoc i przyjęło 29 listopada 1947 Rezolucję nr 181 w sprawie rozwiązania konfliktu arabsko-żydowskiego w Palestynie, poprzez utworzenie dwóch państw: arabskiego i żydowskiego.
W dniu 15 maja 1948 miało nastąpić wygaśnięcie mandatu ONZ dla Wielkiej Brytanii w Palestynie. Brytyjczycy nie wykazywali przy tym większego zainteresowania wspieraniem nowych suwerennych organów władzy państw żydowskiego i arabskiego, które miały powstać po ustaniu mandatu brytyjskiego. Wynikało to po części z faktu, że propozycje przedstawione przez Komitet Ad Hoc do Spraw Problemu Palestyńskiego nie były zgodne z intencjami rządu brytyjskiego. Ponadto Brytyjczycy posiadali złe doświadczenia ze wszystkich prób rozwiązania konfliktu żydowsko-arabskiego, podjęli więc decyzję o jednostronnym wycofaniu swoich sił z Palestyny. Powstała luka musiała być w jakiś sposób zapełniona i zadanie to otrzymała Komisja Narodów Zjednoczonych do Spraw Palestyny.
Wielka Brytania została zobowiązana do przekazania 15 maja 1948 całej władzy w Palestynie na ręce Komisji Narodów Zjednoczonych do Spraw Palestyny, która miała występować jako Tymczasowy Rząd Palestyny. Miała ona przejąć cały majątek Mandatu Palestyny i następnie przekazać go właściwym suwerennym organom administracyjnym państwa żydowskiego i arabskiego, zgodnie z Rezolucją nr 181.

## Historia
Pierwsze spotkanie Komisji Narodów Zjednoczonych do Spraw Palestyny odbyło się 9 stycznia 1948 w Nowym Jorku. W skład Komisji weszło pięciu członków:
- Karel Lisicky (przewodniczący) z Czechosłowacji
- Raul Diez de Medina (wiceprzewodniczący) z Boliwii
- Per Federspiel z Danii
- dr. Eduardo Morgan z Panamy
- senator Vicente J. Francisco z Filipin

Komisji powierzono następujące zadania:
1. zorganizowanie stopniowego przekazywania władzy przez władze mandatowe na rzecz utworzonego Tymczasowego Rządu;
2. nadzór nad funkcjonowaniem Tymczasowego Rządu, w tym utrzymanie porządku publicznego w okresie przejściowym po ustaniu mandatu;
3. wytyczenie granic państw arabskiego i żydowskiego, oraz miasta Jerozolimy;
4. sprawowanie politycznej i wojskowej kontroli nad zbrojnymi milicjami w każdym z przewidywanych państw, w tym przeprowadzenie wyboru ich dowództwa;
5. prace przygotowawcze związane z utworzeniem Unii Gospodarczej, w tym utworzenie Ekonomicznej Komisji Przygotowawczej i utrzymanie usług gospodarczych w okresie przejściowym;
6. negocjacje w sprawie przydziału i podziału majątku;
7. utrzymanie podstawowych usług administracyjnych i publicznych po wprowadzeniu statusu ONZ miastu Jerozolima;
8. ochrona miejsc świętych[2].

W następnych pięciu miesiącach Komisja zapoznała się z ogólnymi sprawami władz mandatowych w Palestynie, kwestiami finansów, kolei, lotnictwa cywilnego i na bieżąco obserwowała rozwój wydarzeń w Mandacie Palestyny. W dniu 27 lutego 1948 Komisja wydała następujące oświadczenie odnoszące się do ciągłości zatrudnienia pracowników administracji i zwróciła się do brytyjskich władz mandatowych o opublikowanie oświadczenia lub przekazania do wiadomości wszystkich pracowników obecnego rządu w Palestynie: 
„Komisja Narodów Zjednoczonych do Spraw Palestyny, która zgodnie z uchwałą Zgromadzenia Ogólnego odpowiada za administrację Palestyny natychmiast po wygaśnięciu mandatu, niniejszym wzywa wszystkich obecnych pracowników administracji Palestyny, aby kontynuowali swoją współpracę z następnym organem w Palestynie, kiedy Brytyjski Mandat się zakończy. Polityką Komisji Narodów Zjednoczonych do Spraw Palestyny jest utrzymanie podstawowych usług na tych samych zasadach i utrzymanie tych samych praw dla pracowników, z których korzystają w ramach Rządu Mandatu. Komisja zwraca się do wszystkich obecnych pracowników administracji Palestyny aby poinformowali w najbliższym możliwym terminie, i Rząd Mandatu do poinformowania Komisji, czy byliby skłonni pozostać w służbie administracji Palestyny na takich samych warunkach”.
W dniu 12 marca 1948 rząd brytyjski poprosił Komisję o przybycie do Palestyny na dwa tygodnie przed wygaśnięciem Mandatu Palestyny. 17 marca Komisja otrzymała informację od Żydowskiego Komitetu Wyzwolenia Narodowego Palestyny, że pomimo nieobecności w Palestynie Komisji, oni w kwietniu utworzą własny żydowski Tymczasowy Rząd.
Przyjęta 14 maja 1948 Rezolucja Zgromadzenia Ogólnego ONZ nr 186 utworzyła urząd Mediatora Narodów Zjednoczonych w Palestynie, który miał współpracować z Komisją Narodów Zjednoczonych do Spraw Palestyny. Następna Rezolucja Zgromadzenia Ogólnego ONZ nr 188 zwalniała Komisję Palestyny z dalszego wykonywania swoich obowiązków, i wyrażała pełne uznanie za jej pracę w zakresie przyznanego mandatu.